# クロックワイズ
クロックワイズ（Clockwise）は、スウェーデンのハードロック・バンド、フォーチュンのメンバーであるベニー・スドベリのソロ・プロジェクト。北欧的な悲哀に満ちたメロディ満載のハードロック・サウンドで日本でも人気があった。1990年代後半にアルバムを2枚発表した後、活動停止状態になっている。なおクロックワイズには同名のバンドが他にも存在する。

## 略歴
このプロジェクトの主、ベニー・スドベリは1988年から活動していたバンド、フォーチュンで1992年にデビューした。フォーチュンのデビュー作は、日本でも1993年にゼロ・コーポレーションからリリースされ、その叙情的なサウンドが大きな話題となった。フォーチュンは1995年までに3枚のアルバムを発表し、1994年5月にはグレン・ヒューズの前座ながら来日公演も実現した。
しかし、ベニーは次第に ｢自分ひとりで何でも自由にやりたい｣ という気持ちが強くなり、フォーチュンの活動を凍結し、新たなプロジェクトとしてクロックワイズをスタートする。作詞／作曲／キーボード／プロデュースはすべてベニーが担当し、ギターには旧知のヤン・グランウィック（GLORY）を、リズム隊はフォーチュンの来日公演時のメイン・アクトだったグレン・ヒューズのバンドでのタイトなプレイを見て感銘を受けた元ヨーロッパのジョン・レヴィンとイアン・ホーグランドを起用した。そうして出来上がったアルバム『北欧のノスタルジア』は、ベニーの思い通りのサウンドに仕上がり、フォーチュンのデビュー作を思わせる内容で日本のファンにも歓迎されて、オリコンでは73位に達した。
続く2作目は、ヤン・グランウィックがレコード会社との契約上の理由で参加できなかったため、 代わりにフレデリック・オーケソン（元タリスマン）を起用した。 しかし、セカンド・アルバム『ナイーヴ』は大きな話題にはならなかった。その後、ベニー・スドベリが3作目の製作に入ったとの情報もあったが、クロックワイズは自然消滅のような形で消えてしまった。

## その他
- 2004年頃まではクロックワイズのホームページが存在していたが、いつのまにか閉鎖されてしまった。
- そのホームページ上には ｢新作の製作中｣ という情報が掲載されていたが、その後の情報は伝わってきていない。

## 参加ミュージシャン
- ベニー・スドベリ (Benny Söderberg) - ボーカル、キーボード
- ジョン・レヴィン (John Levén) - ベース
- イアン・ホーグランド (Ian Haugland) - ドラム
- ヤン・グランウィック (Jan Granwick) - ギター ※ファースト・アルバム時
- フレデリック・オーケソン (Fredrik Åkesson) - ギター ※セカンド・アルバム時

## ディスコグラフィ

### スタジオ・アルバム
- 『北欧のノスタルジア』 - Nostalgia (1996年、Pony Canyon)
- 『ナイーヴ』 - Naïve (1998年、Pony Canyon)

### 関連作品
フォーチュン
- 『メーキング・ゴールド』 - Making Gold (1992年、Zero Corporation)
- 『コーリング・スピリッツ』 - Calling Spirits (1994年、Zero Corporation)
- 『ロード・オヴ・フライズ』 - Lord Of Flies (1995年、Zero Corporation)